# 大森昭
大森 昭（おおもり あきら、1927年3月20日 - 2012年5月21日）は、日本の政治家、参議院議員（3期、日本社会党）。
全逓信労働組合中央副執行委員長。社会党では政権構想研究会に所属した。

## 経歴
法政大学を卒業し、1946年（昭和21年、逓信省入省。1977年（昭和52年）、第11回参議院議員通常選挙全国区初当選。1983年（昭和58年、第13回参議院議員通常選挙再選。1985年（昭和60年）、参議院逓信委員長。1986年（昭和61年）、日本社会党選挙対策委員長。
1989年（平成元年）7月、第15回参議院議員通常選挙当選。8月、参議院環境特別委員長。1993年（平成5年、参議院議院運営委員長。1995年（平成7年、参議院国会等の移転に関する特別委員長。
1997年（平成9年）、春の叙勲で勲二等旭日重光章受章。2012年（平成24年、脳腫瘍のため死去、85歳。死没日をもって正四位に叙される。